# Ричард Кели
Джеймс Ричард Кели (на английски: James Richard Kelly) е американски режисьор, сценарист и филмов продуцент.
Роден е на 28 март 1975 година в Нюпорт Нюз в семейството на служител на НАСА. През 1997 година завършва „Режисура“ в Южнокалифорнийския университет.
След няколко по-неуспешни проекта през 2001 година завършва независимия филм „Дони Дарко“, който има голям успех.